# John Gardner (écrivain britannique)
Pour les articles homonymes, voir John Gardner et Gardner.
John Edmund Gardner, né le 20 septembre 1926 à Seaton Delaval, au Royaume-Uni, et mort le 3 août 2007 à Basingstoke, au Royaume-Uni, est un écrivain britannique.

## Biographie
John Gardner apprend à lire dès trois ans et veut être écrivain dès huit ans. Il étudie ensuite la littérature et la prestidigitation. 
Durant la seconde Guerre mondiale, il est mobilisé et se retrouve instructeur militaire, puis prestidigitateur pour la Croix-Rouge américaine sur le front. Il devient également commando au Moyen et Extrême-Orient.
John Gardner poursuit ses études à Cambridge et Oxford, puis se lance dans la théologie. Il sera pasteur pendant sept ans puis sombrera dans l'alcoolisme. Il devient également critique dramatique, puis il monte des pièces de théâtre au Canada et aux États-Unis. Il subit finalement un traitement pour lutter contre sa dépendance à l'alcool et rédige un livre sur le sujet qui le rendra célèbre.
Puis il publie une série de romans d'espionnage parodiques en pleine James Bond mania : les aventures de Boatsie Oakes, le liquidateur. Son personnage connaîtra huit aventures.
John Gardner rédige ensuite plusieurs séries de romans policiers et d'espionnage. Au début des années 1980, il est contacté par Glidrose Publications pour écrire de nouvelles aventures de James Bond. Il refuse tout d'abord, mais après réflexion, accepte la proposition à condition de pouvoir emmener le personnage de Ian Fleming dans la direction qu'il souhaite. John Gardner veut transposer James Bond dans les années 1980 et le faire évoluer dans un monde d'espionnage réaliste. C'est ce qui intéresse Glidrose Publications.
Entre 1981 et 1996, il écrira pas moins de quatorze romans de James Bond et deux novélisations de films, dont celle de GoldenEye en 1995.
En 1996, alors que sa femme vient de décéder et qu'il est lui-même atteint d'un cancer de l'œsophage en phase terminale, il abandonne les romans de James Bond.
Au début des années 2000, il refait pourtant surface, survit contre toute attente à son mal incurable et envisage de nouveau d’écrire des romans. Il a depuis rédigé depuis plusieurs nouveaux ouvrages régulièrement publiés.
Gardner est décédé le vendredi 3 août 2007 d'une insuffisance cardiaque soupçonnée. Il s'est effondré lors d'un achat à Basingstoke, et a appelé sa fille Alexis. Il a été transporté à l'hôpital où il est décédé un peu plus tard.

## Œuvre

### Romans
Série Boysie Oakes, le liquidateur
- The Liquidator (1964) Publié en français sous le titre Le Liquidateur, Paris, Presses de la Cité, coll. Un mystère no 727, 1965
- The Understrike (1965) Publié en français sous le titre Le Double du liquidateur, Paris, Presses de la Cité, coll. Un mystère no 751, 1965
- Amber Nine (1966) Publié en français sous le titre Le Liquidateur dans le lac, Paris, Presses de la Cité, coll. Un mystère, 2e série no 12, 1965
- Madrigal (1968) Publié en français sous le titre Le Liquidateur et la méduse en robe de chambre, Paris, Presses de la Cité, coll. Un mystère, 2e série no 92, 1968
- Founder Member (1969)
- Traitor's Exit (1970)
- The Airline Pirates ou Air Apparent [É.-U.] (1970)
- A Killer for a Song (1975)

Série Derek Torry
- A Complete State of Death ou The Stone Killer [É.-U.]  (1969) Publié en français sous le titre Le Cercle noir, Paris, Éditions Jean-Claude Lattès, coll. Édition spéciale, 1973
- The Corner Men (1974)

Série Professeur Moriarty
- The Return of Moriarty (1974) Publié en français sous le titre Le Retour de Moriarty, Paris, Éditions Jean-Claude Lattès, 1976
- The Revenge of Moriarty (1975)
- Moriarty (2008)

Série Herbie Kruger
- The Nostradamus Traitor (1979)
- The Garden of Weapons (1980)
- The Quiet Dogs (1982)
- Maestro (1993)
- Confessor (1995)

Série Famille Railton
- The Secret Generations (1985)
- The Secret Houses (1988)
- The Secret Families (1989)

Série James Bond
- Licence Renewed (1981) Publié en français sous le titre Opération Walrock, Paris, Éditions du Rocher, coll. Édition spéciale, 1992 ; réédition sous le titre Permis renouvelé, Paris, Lefrancq en poche no 1901, 1996
- For Special Services (1982) Publié en français sous le titre Mission particulière, Paris, Belfond, 1985 ; réédition, Paris, Lefrancq en poche no 1902, 1996
- Icebreaker (1983) Publié en français sous le titre Opération Brise-glace, Paris, Belfond, 1986 ; réédition, Paris, Lefrancq en poche no 1903, 1996
- Role of Honour (1984) Publié en français sous le titre Une question d'honneur, Paris, Lefrancq en poche no 1904, 1996
- Nobody Lives For Ever (1986)
- No Deals, Mr Bond (1987)
- Scorpius (1988)
- Win, Lose or Die (1989) Publié en français sous le titre Gagner, perdre ou mourir
- Licence to Kill (1989), novélisation d'un scénario Publié en français sous le titre Permis de tuer, Paris, Pocket no 3353, 1989
- Brokenclaw (1990)
- The Man from Barbarossa (1991) Publié en français sous le titre L'Homme de Barbarossa, Paris, Éditions du Rocher, 1993  ; réédition, Paris, Lefrancq, 1999
- Death is Forever (1992)
- Never Send Flowers (1993)
- SeaFire (1994)
- GoldenEye (1995), novélisation d'un scénario Publié en français sous le titre GoldenEye, Paris, Belfond, 1986 ; réédition, Paris, Lefrancq en poche no 1905, 1996
- COLD ou Cold Fall [É.-U.] (1996)

Série Détective Sergeant Suzie Mountford
- Bottled Spider (2002)
- The Streets of Town (2003)
- Angels Dining at the Ritz (2004)
- Troubled Midnight (2005)
- No Human Enemy (2007)

Autres romans
- The Censor (1970)
- Every Night's a Bullfight ou Every Night's a Festival [É.-U.]  (1971)
- To Run a Little Faster (1976)
- The Werewolf Trace (1977)
- The Dancing Dodo (1978)
- Golgotha ou The Last Trump [É.-U.] (1980)
- The Director (1982), nouvelle version du roman Every Night's a Bullfight de 1971
- Flamingo (1983)
- Blood of the Fathers (1992), signé Edmund McCoy. Réédité sous son nom en 2004.
- Day of Absolution (2000)

### Nouvelles
Nouvelle isolée
- The Loving You Get (1994) Publié en français sous le titre L'amour n'en vaut pas la chandelle, dans Meurtres et Passions, Paris, Albin Michel, 1997 ; réédition, Paris, LGF, Le Livre de poche no 17095, 1999

Recueils de nouvelles
- Hideaway (1968)
- The Assassination File (1974), inclus deux nouvelles avec Boysie Oakes, le liquidateur

### Autobiographie
- Spin the Bottle (1964)